# Heinrich von Herzogenberg
Heinrich Peter von Herzogenberg, född 10 juni 1843 i Graz, död 9 oktober 1900 i Wiesbaden, var en österrikisk tonsättare.
Herzogenberg, som var utbildad vid musikkonservatoriet i Wien, blev 1875 föreståndare för Bachföreningen i Leipzig och var 1885–88 samt 1897–99 professor i komposition vid musikhögskolan  i Berlin. Han var en produktiv kompositör med böjelse för kontrapunktiskt skrivsätt och besläktad med Johannes Brahms i det tematiska arbetet. Han skrev två oratorier ("Die Geburt Christi" och "Die Passion"), två symfonier, den symfoniska dikten "Odysseus" samt kammarmusik, kantater, mässor, psalmer, körverk, sånger och pianokompositioner.